# Боксголм (Айова)
Боксголм (англ. Boxholm) — місто (англ. city) в США, в окрузі Бун штату Айова. Населення — 181 особа (2020).

## Географія
Боксголм розташований за координатами 42°10′25″ пн. ш. 94°6′22″ зх. д. / 42.17361° пн. ш. 94.10611° зх. д. (42.173606, -94.106203).  За даними Бюро перепису населення США в 2010 році місто мало площу 2,64 км², уся площа — суходіл.

## Демографія
Згідно з переписом 2010 року, у місті мешкало 195 осіб у 97 домогосподарствах у складі 54 родин. Густота населення становила 74 особи/км².  Було 109 помешкань (41/км²).
Расовий склад населення:
| - 99,0 % — білих - 0,5 % — чорних або афроамериканців |

До двох чи більше рас належало 0,0 %. Частка іспаномовних становила 1,5 % від усіх жителів.
За віковим діапазоном населення розподілялося таким чином: 17,4 % — особи молодші 18 років, 52,3 % — особи у віці 18—64 років, 30,3 % — особи у віці 65 років та старші. Медіана віку мешканця становила 48,8 року. На 100 осіб жіночої статі у місті припадало 105,3 чоловіків;  на 100 жінок у віці від 18 років та старших — 96,3 чоловіків також старших 18 років.
Середній дохід на одне домашнє господарство  становив 45 154 долари США (медіана — 33 750), а середній дохід на одну сім'ю — 50 620 доларів (медіана — 39 583). Медіана доходів становила 33 750 доларів для чоловіків та 30 938 доларів для жінок. За межею бідності перебувало 21,7 % осіб, у тому числі 34,9 % дітей у віці до 18 років та 4,3 % осіб у віці 65 років та старших.
Цивільне працевлаштоване населення становило 106 осіб. Основні галузі зайнятості: освіта, охорона здоров'я та соціальна допомога — 29,2 %, роздрібна торгівля — 17,0 %, виробництво — 12,3 %, будівництво — 9,4 %.